# Amstrad DDI-1
Amstrad DDI-1 je disketový řadič pro počítače Amstrad CPC 464. Disketový řadič umožňuje připojení dvou disketových jednotek. Operačním systémem disketového řadiče je AMSDOS, který rozšiřuje množinu příkazů Locomotive BASICu. Disketový řadič je také možné používat s operačním systémem CP/M. S řadičem se standardně dodávala 3" disketová jednotka.
S řadičem byla dodávána disketa s operačním systémem CP/M a disketa s Dr Logo, verze jazyka Logo od Digital Research.
V roce 2014 na základě schématu původního interface vznikla jeho moderní varianta, která ale navíc obsahuje druhou ROM se systémem Parados.

## Ovládání řadiče
Po připojení řadiče k počítači řadič přesměruje příkazy pro práci s magnetofonem na příkazy pro práci s disketovou jednotkou a připojí se na linku #9. Prostřednictvím RSX řadič rozšiřuje množinu příkazů počítače. Pro svoje účely řadič zabere asi 1 KiB paměti počítače.

### Rozšiřující příkazy
Pozn.: seznam není kompletní.
- │tape.in - přepnutí operace LOAD na práci s magnetofonem,
- │disc.out - přepnutí operace SAVE na práci s disketovým řadičem,[4]
- │cpm - spuštění systému CP/M.[2]

### CP/M
Dodávaný operační systém CP/M kromě standardních programů ED, MovCPM, Pip, Asm a Ddt obsahuje další programy jako Csave, Cload, Disc-copy a SetUp.
Kvůli tomu, že disketový řadič sám používá mnoho restartů rst a volně použitelný zůstal pouze jeden z nich, bylo nutné pro CP/M dodávané s řadičem některé programy upravit. Mezi programy, které bylo nutné upravit patřil textový editor Wordstar. Amsoft pro toto CP/M dodával textový editor Microscript, správce souborů MicroPen a tabulkový procesor Microspread.

## Technické informace
- čip řadiče μPD765A,
- ROM 16 KiB, která se připojuje do paměťového prostoru od C000 do FFFF jako ROM 7.

Diskety je možné používat se třemi formáty:
- se systémem CP/M, který na disketě zabírá 9 KiB,
- Vendor format, který je v principu shodný s formátem se systém CP/M, ale místo systému CP/M se na disketě na nachází pouze rezervované místo,
- IBM formát kompatibilní s formátem počítačů IBM PC s operačním systémem CP/M 86 a má volnou kapacitu 154 KiB.[4]

K řadiči je možné připojit i 5,25" disketovou mechaniku, pokud se chová stejně jako 3" mechanika.
Přerušením propojení přímo v řadiči je možné dosáhnout toho, aby se ROM řadiče připojila jako ROM 0, ale počítač pak spouští CP/M.